# 군부 (대한제국)
군부(軍部)는 조선 말기인 1895년에 설치되어 대한제국 시기 동안 존속한 중앙 행정부서이다.

## 개요
1894년 갑오개혁 때 8아문제에 따라 신설된 군무아문(軍務衙門)이 1895년에 관제 개혁으로 이름을 바꾼 기관이다. 군사 부문을 담당하는 기관으로, 조선의 병조를 중심으로 한 각종 군사 기관의 관장 업무를 담당하고 군대를 통괄하는 부서였다. 현대의 대한민국 국방부와 유사하다. 군부의 수장은 군부대신이 맡았다. 또한 군부 협판과 군부 참의, 참사관 등을 두었다. 군부의 관료들에게는 통정대부, 가선대부 등의 동서반 관제 외에도 육군참장, 육군부장, 육군정령 등의 군 계급을 겸임하였다.
1907년에 대한제국 군대 해산으로 유명무실한 상태를 유지하다가, 1909년 7월에 완전히 폐지되었다. 이때 대한제국 육군무관학교도 함께 폐지되었다. 군부의 남은 기능은 신설된 친위부로 이관되고, 초대 친위부장관은 이병무가 맡았다.

## 역대 대신
| 이름            | 임명일                  | 퇴임일                  |
| --------------- | ----------------------- | ----------------------- |
| 조희연 (趙羲淵) | 1895년 4월 1일 (음력)   |                         |
| 신기선 (申箕善) |                         | 1895년 6월 20일 (음력)  |
| 안경수 (安駉壽) | 1895년 6월 20일 (음력)  | 1895년 8월 25일 (음력)  |
| 조희연 (趙羲淵) | 1895년 8월 25일 (음력)  | 1895년 10월 10일 (음력) |
| 이도재 (李道宰) | 1895년 10월 10일 (음력) | ?                       |
| 조희연 (趙羲淵) | 1896년 1월 29일         | 1896년 2월 11일         |
| 이윤용 (李允用) | 1896년 2월 11일         |                         |
| 민영환 (閔泳煥) | 1896년                  |                         |

## 연혁
- 1894년(고종 31년) 6월 28일, 군무아문(軍務衙門) 출범[9]
- 1895년(고종 32년) 4월 1일, 군부(軍部)로 개편
- 1909년(순종 3년) 6월 14일, 폐지 (친위부 신설)[10]

## 조직
- 대신관방(大臣官房)
- 군무국(軍務局)
- 포공국(砲工局) : 1904년 폐지
- 경리국(經理局)
- 군법국(軍法局)
- 의무국(醫務局)
- 정리국(整理局) : 1904년 폐지
- 해방국(海防局) : 1904년 신설

### 산하 관청
- 육군법원 : 1900년 신설
- 군기창(軍器廠) : 1904년 신설

## 같이 보기
- 병조
- 친위부